# Nikolai Baturin
Nikolai Baturin (5. srpna 1936 – 16. května 2019) byl estonský dramatik, básník a romanopisec.
V roce 1968 debutoval na literární scéně se svou básnickou sbírkou Maa-alused järved (Podzemní jezera), známý je avšak především díky próze. Své knihy si také sám ilustroval.

## Dílo
výběr
- Karu süda (Medvědí srdce)
- Kentaur